# Auguste Stéphane

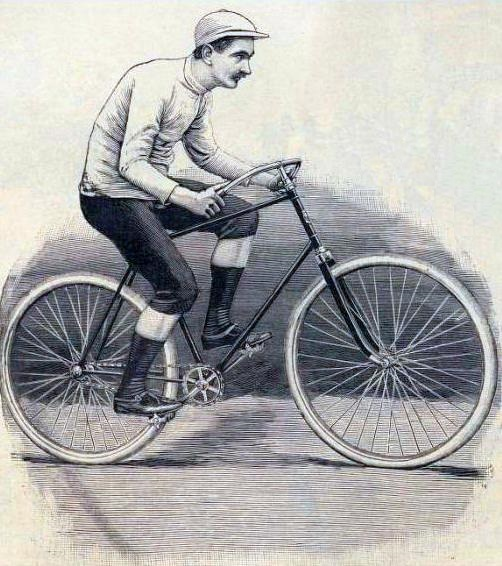
Auguste Stéphane, vainqueur de Bordeaux-Paris en 1892.

Jean Auguste Étienne dit Auguste Stéphane (né le 9 février 1863 à Metz et mort le 12 février 1947 à Publier) est un coureur cycliste français.

## Biographie
Auguste Stéphane est actif en tant que coureur cycliste entre 1891 et 1901. En 1891, il participe à la première édition de Paris-Brest-Paris qu'il termine à la 20e place en 120 h 53. En 1892, il remporte la deuxième édition de Bordeaux-Paris, tracé sur plus de 600 kilomètres. L'année suivante, il termine cette course à la deuxième place derrière Louis Cottereau et remporte Bâle-Strasbourg. En 1894, il remporte Paris-Spa et en 1897 Toulouse-Agen-Toulouse, en collaboration avec Jean Bertin. Lors de la troisième édition de Paris-Roubaix en 1898, il prend la deuxième place derrière Maurice Garin.
Les 6 et 7 janvier 1894, il participe à un match sur 1000 kilomètres face à Jean-Marie Corre, sur le Vélodrome d'Hiver à Paris. Il parcourt la distance en 39 heures, 28 minutes et 8 secondes et remporte l'épreuve. La course n'est pas « particulièrement intéressante », selon le magazine néerlandais De Kampioen, car, « dès le début, vous comprenez rapidement que Stéphane est le plus fort des deux coureurs ».

## Palmarès
- 1892
  - Bordeaux-Paris
- 1893
  - Toulouse-Béziers-Toulouse
  - Bâle-Strasbourg-Bâle
  - Lyon-Roanne-Lyon
  - Paris-Clermont-Ferrand
  - Douze heures de Bordeaux
  - 2e de Bordeaux-Paris
- 1894
  - Paris-Spa
- 1897
  - Toulouse-Agen-Toulouse
- 1898
  - Quarante huit heures de Roubaix
  - 2e de Paris-Roubaix